# R.U.S.E.
R.U.S.E. es un videojuego de estrategia en tiempo real desarrollado por Eugen Systems y publicado por Ubisoft disponible en Microsoft Windows, PlayStation 3, y Xbox 360 desde septiembre del 2010. El juego estuvo disponible en Mac OS por Steam desde el 15 de noviembre de 2011. Fue retirado de Steam el 9 de diciembre de 2015. R.U.S.E. es un juego de estrategia ambientado en la Segunda Guerra Mundial y centrado en las invasiones de la Alemania Nazi hasta el año 1945. La campaña incluye tanto eventos históricos reales como ficticios.

## Facciones
En la campaña, Estados Unidos es la única facción jugable, pero hay otras facciones presentes en el juego. Estas facciones incluyen Reino Unido, la Alemania Nazi, e Reino de Italia, la Francia de Vichy y la Unión Soviética. El 16 de febrero de 2011, la página oficial anunció el lanzamiento de una nueva facción, Japón.
Cada facción tiene sus características propias que la hacen fuerte o débil contra las demás, por ejemplo, los Estados Unidos poseen unidades muy rápidas y una aviación muy poderosa, mientras que los alemanes destacan por sus vehículos blindados (tanques pesados).
Japón, la nueva facción, es muy diferente a las demás, por ejemplo, es la única nación que no posee antiaéreos. Sus tanques son comparables a los italianos dado que sus tanques medios son tanques ligeros para las demás facciones. Tienen una artillería muy avanzada siendo la más poderosa del juego.

## Multijugador
R.U.S.E. cuenta con multijugador en línea. Contiene tanto multijugador cooperativo como competitivo.
El 22 de septiembre de 2010, Ubisoft anunció que iba a reducir los "cheats" y trucos realizados por los jugadores, con la introducción del valve Anti-Cheat en el próximo parche.

## Operaciones
Además del modo historia, el jugador puede tomar parte de una serie de "Operaciones". Son similares a la misiones de la campaña pero que usan condiciones específicas que no presentan las "Batallas" del modo historia como por ejemplo la limitación de aviones, tanques y otras unidades que el jugador puede poseer. Algunas de estas operaciones son reales, mientras que otras son ficticias, como por ejemplo un conflicto armado surgido entre Estados Unidos y la URSS en 1948.

## Críticas
R.U.S.E. recibió buenas críticas desde que salió al mercado. Las versiones en PC, PlayStation 3, y Xbox 360 recibieron unas puntuaciones de 76%, 76% y 78% por Metacritic respectivamente.